# Caméra Gaumont Grande vitesse
La Gaumont Grande vitesse est une caméra argentique pouvant atteindre une cadence de prise de vues de 120 à 140 images par seconde, commercialisée en 1927 par la Société des Etablissements Gaumont (Gaumont).

## Histoire
Léon Gaumont, qui croyait essentiellement aux vertus de la vente de matériels et de consommables photographiques et cinématographiques, n’est pas en reste face aux fabrications de son principal concurrent, Charles Pathé. S’il est vrai que son choix premier du format 58 mm sans perforations et de la caméra plutôt primitive de Georges Demenÿ, le Biographe, a été une erreur, il s’en est vite rendu compte, adoptant à son tour le format 35 mm à quatre jeux de perforations sur chaque bord de la pellicule, inventé par Thomas Edison. C’est ainsi qu’il obtiendra une caméra Gaumont de qualité, au cours de la première décennie du xxe siècle et qu’il pourra orienter une recherche vers la mise au point d’une caméra haute vitesse pour obtenir des ralentis importants.

## Description de la Gaumont Grande vitesse
Elle est entièrement en métal (aluminium), ce qui la différencie de sa concurrente Pathé, construite en bois.  Au format 35 mm, avec un magasin coplanaire de 120 mètres, elle offre un avantage sur les autres caméras à cadences élevées : elle permet des prises de vues normales à 16 puis à 24 images par seconde (cinéma sonore) en ajustant la grande manivelle sur un axe adéquat, et les prises de vues au ralenti en déplaçant cette manivelle sur l’axe spécifique. À grande vitesse, grâce à ces deux axes, la rotation de la manivelle, régulée par un volant, est la même qu’à vitesse normale : 2 tours à la seconde. L’équipement de trois objectifs sur glissière est un atout remarqué, favorable aux films documentaires.
« Cet appareil, entièrement métallique, permet à volonté, selon l'axe de commande utilisé, soit la prise de vues normale, soit la prise à grande vitesse, soit même la prise image par image, ce qui le rend pratique, surtout pour le reportage. »

### Articles externes
- « Gaumont », sur Site de collection cameras projecteurs (consulté le 25 décembre 2023)